# Michal Svoboda
Michal Svoboda (* 6. April 1978 in Frýdlant) ist ein tschechischer Badmintonspieler.

## Karriere
Michal Svoboda konnte sich 2001, 2004, 2006 und 2009 bei den tschechischen Einzelmeisterschaften in den Medaillenrängen platzieren. Sein einziger Meistertitel datiert aus dem Jahr 2004, wo er mit Filip Stádník im Herrendoppel erfolgreich war.

## Sportliche Erfolge
| Saison | Veranstaltung                      | Disziplin    | Platz | Name                           |
| ------ | ---------------------------------- | ------------ | ----- | ------------------------------ |
| 2004   | Tschechische Einzelmeisterschaften | Herrendoppel | 1     | Filip Stádník / Michal Svoboda |
| 2004   | Europameisterschaft 2004           | Herrendoppel | 17    | Filip Stádník / Michal Svoboda |
| 2006   | Tschechische Einzelmeisterschaften | Herrendoppel | 3     | Filip Stádník / Michal Svoboda |
| 2008   | Tschechische Einzelmeisterschaften | Herrendoppel | 3     | Jan Jirásek / Michal Svoboda   |
| 2009   | Tschechische Einzelmeisterschaften | Herrendoppel | 3     | Jan Jirásek / Michal Svoboda   |